# 東京交響樂團

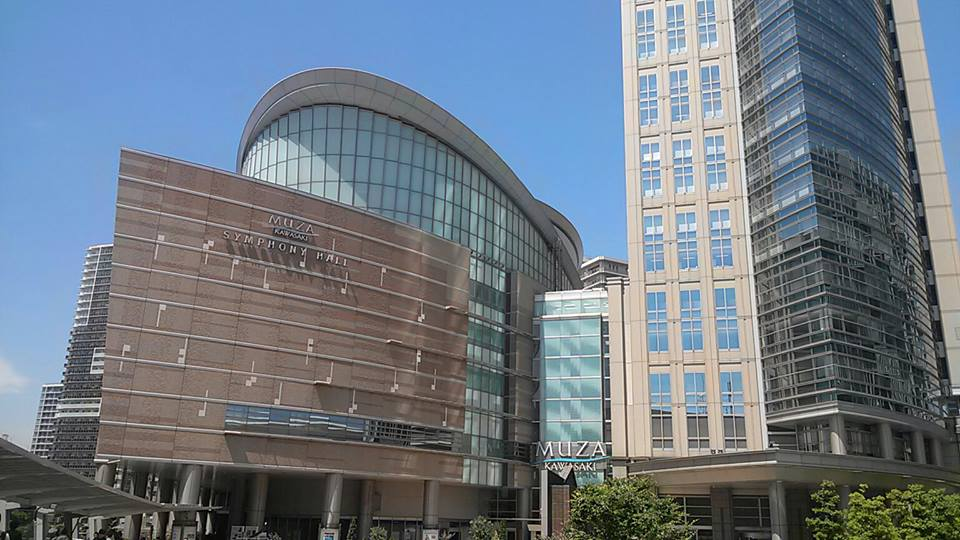
本據地音座川崎交響音樂廳

東京交響樂團（日语：東京交響楽団）是日本的一家管弦樂團，總部位於神奈川縣川崎市。東京交響樂團成立於1946年，成立當時的名稱是東寶交響樂團。1951年改為現名。

## 外部連結
- 官方网站